# Volpone

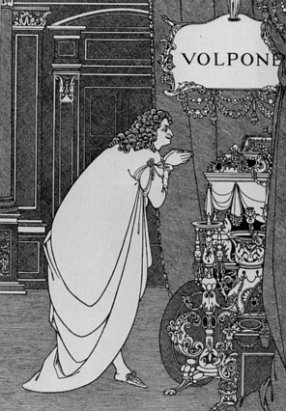
Illustratie van een editie van Volpone uit 1898 door Aubrey Beardsley.

Volpone (Italiaans voor "grote vos") is een komedie, in 1605 geschreven door Ben Jonson, en voor het eerst opgevoerd in 1606. Het toneelstuk ontleent elementen aan de City Comedy, zwarte komedie en dierdicht. Deze meedogenloze satire over hebzucht en lust blijft Jonsons meest vertoonde toneelstuk en wordt beschouwd als een der beste Engelse jacobitische komedies.

## Personages
- Volpone (Grote Vos) – een gierige, kinderloze Venetiaanse edelman
- Mosca (Vlieg) – zijn knecht
- Voltore (Gier) – een advocaat
- Corbaccio (Raaf) – een inhalige gierigaard
- Bonario – Corbaccio's zoon
- Corvino (Zwarte Kraai) – een koopman
- Celia – Corvino's vrouw
- Sir Politic Would-Be – belachelijke Engelsman. Waarschijnlijk gebaseerd op Sir Henry Wotton en gedeeltelijk op de reiziger Anthony Shirley.
- Lady Would-Be (Papegaai) – Engelse dame en vrouw van Sir Politic-Would-Be
- Peregrine – een beschaafdere Engelse reiziger
- Nano (Dwerg) – een dwerg, metgezel van Volpone
- Androgyno – een hermafrodiet, metgezel van Volpone
- Castrone – een eunuch, metgezel van Volpone
- De Avocatori – de rechters van Venetië

## Samenvatting
Volpone, een Venetiaanse edelman, doet alsof hij stervende is na lang ziek te zijn geweest om zo de fortuinjagers Voltore, Corbaccio en Corvino te bedotten. Ze komen om de beurt op bezoek met buitensporige cadeaus, om zo tot Volpones erfgenaam te worden aangeduid. Mosca, Volpones assistent, moedigt hen aan, terwijl hij hun een voor een wijsmaakt dat zij in het testament zullen worden opgenomen. Om Volpones vertrouwen te winnen gaat Corbaccio zelfs zover om zijn eigen zoon, Bonario, te onterven, in de hoop dat Volpone hetzelfde doet.
Mosca zegt terloops dat Corvino een mooie vrouw heeft, Celia. Daarop wordt Volpone zo nieuwsgierig dat hij haar, verkleed als Scote de Charlatan, gaat bewonderen. Corvino jaagt hem weg, maar Volpone is nu vastberaden dat hij Celia moet hebben. Mosca vertelt Corvino dat Volpone, om er terug bovenop te komen, geslachtsgemeenschap met een jonge vrouw nodig heeft. Eenmaal hersteld, zal hij zeker zijn dankbaarheid tonen aan de man die hem deze vrouw aanbood. Corvino is overtuigd en besluit om Volpone zijn vrouw Celia aan te bieden.
Net voordat Corvino en Celia verwacht worden bij Volpone voor deze seksuele ontmoeting, arriveert Corbaccio's zoon Bonario, die zijn vader betrapt terwijl hij hem aan het onterven is. Mosca trekt Bonario mee in een zijkamertje. Volpone wordt alleen gelaten met Celia en nadat hij er niet in slaagt haar te verleiden met beloftes, luxecadeaus en fantasieën, probeert hij haar te verkrachten. Bonario ziet dit en snelt Celia te hulp. In de volgende scène komt het tot een rechtszaak waarin Mosca, Volpone en de drie gedupeerden er met heimelijke afspraken in slagen om de waarheid geheim te houden.
Volpone verkleedt zich als een ambtenaar en verkondigt dat 'Volpone' is gestorven en zijn erfenis heeft nagelaten aan Mosca. Mosca overtuigt Voltore, Corbaccio en Corvino met een officieel, rechtsgeldig testament dat dit ondersteunt. De drie zijn woedend en keren terug naar de rechtbank om het complot te onthullen. Ondanks Volpones smeekbedes, weigert Mosca zijn nieuw verkregen rijkdom op te geven en Volpone besluit nu zich bekend te maken om zo Mosca mee te nemen in zijn val. De vijf mannen worden gestraft door de rechters.
Deze hoofdplot wordt onderbroken door scènes met de Engelse reizigers Sir en Lady Politic Would-Be en Peregrine. Sir Politic praat constant over intriges en eigenaardige zakenideeën, terwijl Lady Would-Be Volpone irriteert door onophoudelijk te praten. Mosca arrangeert een misverstand tussen de twee waardoor Peregrine, een beschaafdere reiziger, zich beledigd voelt. Hij vernedert Sir Politic door hem te vertellen dat hij gearresteerd zou moeten worden wegens aansporing tot verraad en zorgt ervoor dat hij zich verschuilt in een schild van een gigantische schildpad.
Sommige literatuurwetenschappers argumenteren dat alle gebeurtenissen in Volpone zich afspelen binnen een termijn van 24 uur; dit zou in overeenstemming zijn met de klassieke eenheid van tijd, plaats en handeling, iets wat Jonson beweert aan te hangen in het voorwoord van het toneelstuk. Jonsons The Alchemist lijkt deze aristotelische opvatting ook te volgen.

## Tekst
Het toneelstuk verscheen in quarto-formaat in 1607, gedrukt door George Eld voor uitgever Thomas Thorpe. De quarto bevat Jonsons dankbetuiging aan de Universiteit van Oxford en Cambridge, en een groot aantal stukken kritiek, in Engels en Latijn, door mededichters zoals Francis Beaumont en John Fletcher.
De volgende druk was in het Folio van 1616, welke de basis vormt voor het merendeel van de moderne edities, hoogstwaarschijnlijk omdat het Jonsons wijzigingen bevat.

## Adaptatie
In 1918 werd het thema van een man die zijn eigen dood in scène zet om zijn vrienden te misleiden opgepakt door Giacomo Puccini in het derde deel van Il Trittico, namelijk Gianni Schicchi.
Volpone werd bewerkt door Jules Romains en Stefan Zweig in hun productie uit 1928, waarin het einde werd aangepast zodat Mosca Volpones geld in bezit krijgt.
In 1929 vond er een aantal voorstellingen plaats in Oslo, Johan Halvorsen schreef er muziek bij. De muziek is nooit uitgegeven en is alleen in manuscriptvorm bewaard gebleven.
Deze versie werd gebruikt door George Antheil in zijn 1953 opera Volpone uit 1953.
Een recentere opera, door componist John Musto en librettist Mark Campbell, ging in productie in maart 2004 in de Barns in de Wolf Trap, in Vienna, Virginia, USA. Ze voerden deze opera opnieuw op in 2007. Tony Award winnares Lisa Hopkins verscheen in dit stuk. De live opnames van de Wolf Trap productie van Volpone werd uitgegeven door Wolf Trap Recordings in 2009 en won een Grammy nominatie voor de Beste Opera Opname.
Een kortdurende Broadway musicalversie uit 1964, genaamd Foxy, verplaatste de locatie naar de Yukon, tijdens de goudkoorts van 1898.
De toneelproductie Sly Fox, door Larry Gelbart, verplaatste de setting van Venetië in de renaissance naar het 19e-eeuwse San Francisco, en veranderde de toon van satire naar klucht.
The Honey Pot is een film uit 1967 van Joseph Mankiewicz gebaseerd op Volpone, maar is romantischer en sentimenteler van toon. Rex Harrison speelt de hoofdrol, Cliff Robertson als Mosca ("McFly"), en Maggie Smith als de geliefde.
In 1988 kwam er een film uit in de Italiaanse cinema door Maurizio Ponzi, met de titel Il Volpone. Het verhaal speelt zich af in in het hedendaags Ligurië, met Paolo Villaggio als Ugo Maria Volpone en Enrico Montesano als Mosca.